# Iskandariya
Iskandariya este un oraș din Irak.